# Ga Kikusui
Ga Kikusui (菊水駅) là nhà ga tàu điện ngầm nằm ở quận Shiroishi, Sapporo, Hokkaidō, Nhật Bản. Nhà ga được đánh số T11.

## Bố trí ga
| G                                 | Mặt đất                                          | Lối vào/Lối ra                    |
| Sân ga                            | Sân ga cạnh, cửa sẽ mở ở bên trái                | Sân ga cạnh, cửa sẽ mở ở bên trái |
| Sân ga 1                          | đi T12 Higashi-Sapporo (Hướng đi Shin-Sapporo) → |                                   |
| Sân ga 2                          | ← đi T10 Bus Center-Mae (Hướng đi Miyanosawa)    |                                   |
| Sân ga cạnh, cửa sẽ mở ở bên trái |                                                  |                                   |

## Lịch sử
- 10 tháng 6 năm 1976: Nhà ga mở cửa cùng với thời điểm mở rộng Tuyến Tōzai từ Ga Kotoni đến Ga Shiroishi.[1]
- 26 tháng 11 năm 2008: Cửa chắn sân ga được lắp đặt và đưa vào sử dụng.[2]

## Xung quanh nhà ga
- Quốc lộ 36
- Tòa nhà Tòa thị chính Sapporo
- Bệnh viện Sapporo Kin'ikyo
- Hokkaido Computer School – HCS (trường đại học)
- Sở cảnh sát Shiraishi
- Bưu điện Kikusui Sanjo, Sapporo
- Siêu thị ARCS, Kikusui
- Siêu thị Maxvalu, Kikusui

## Thống kê lượng hành khách
Theo Cục Giao thông vận tải Thành phố Sapporo, số lượng hành khách trung bình mỗi ngày trong năm tài chính 2020 là 8.854.
Số lượng hành khách trung bình mỗi ngày trong những năm gần đây như sau.
| Năm  | Lượng hành khách trung bình mỗi ngày | Nguồn |
| ---- | ------------------------------------ | ----- |
| 2009 | 8,881                                | [ 3 ] |
| 2010 | 8,964                                | [ 3 ] |
| 2011 | 9,153                                | [ 4 ] |
| 2012 | 9,477                                | [ 4 ] |
| 2013 | 9,798                                | [ 4 ] |
| 2014 | 10,062                               | [ 4 ] |
| 2015 | 10,383                               | [ 4 ] |
| 2016 | 10,749                               | [ 5 ] |
| 2017 | 11,130                               | [ 5 ] |
| 2018 | 11,230                               | [ 6 ] |
| 2019 | 11,063                               | [ 6 ] |
| 2020 | 8,854                                | [ 7 ] |

## Hình ảnh

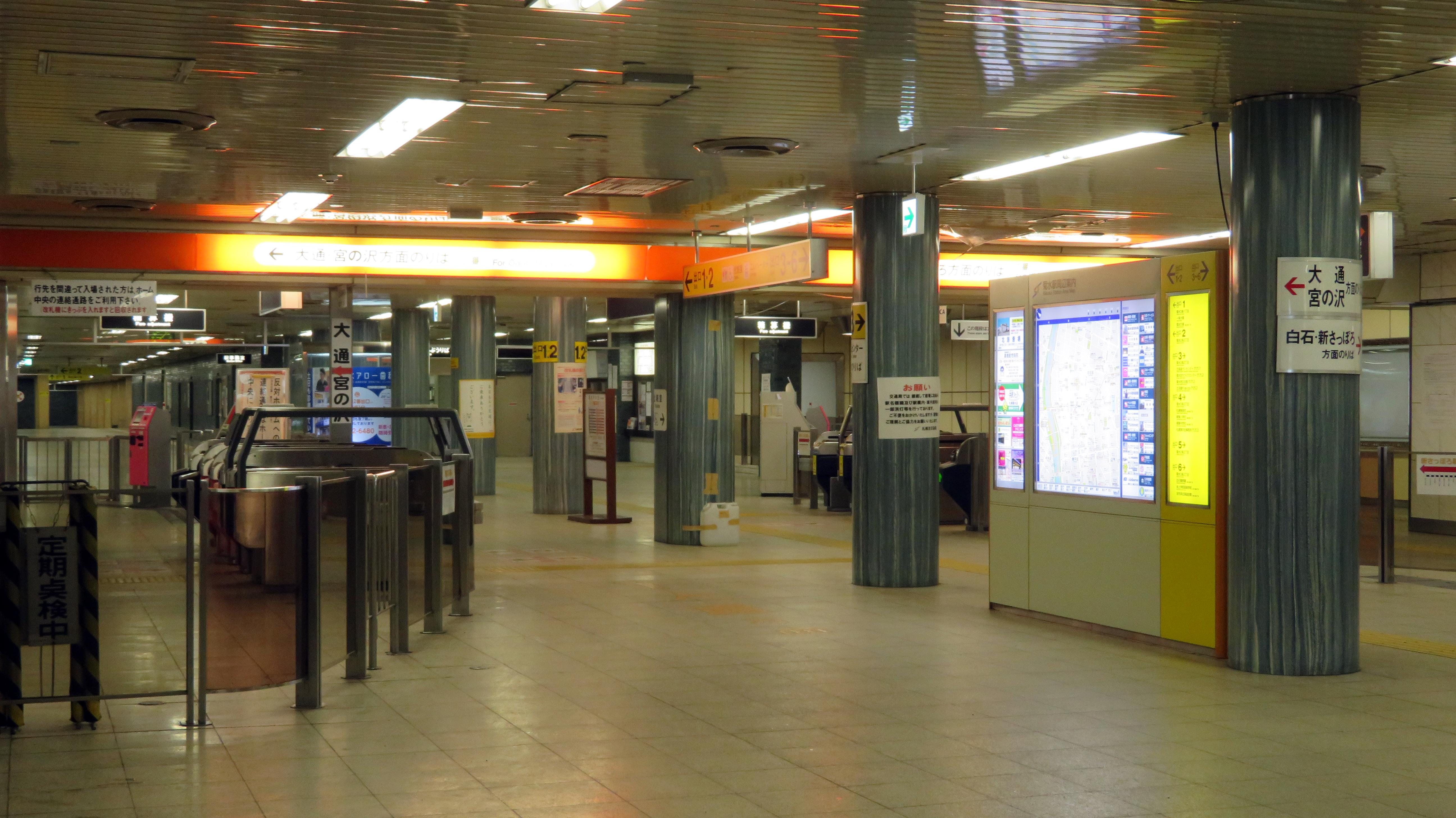
Cổng soát vé
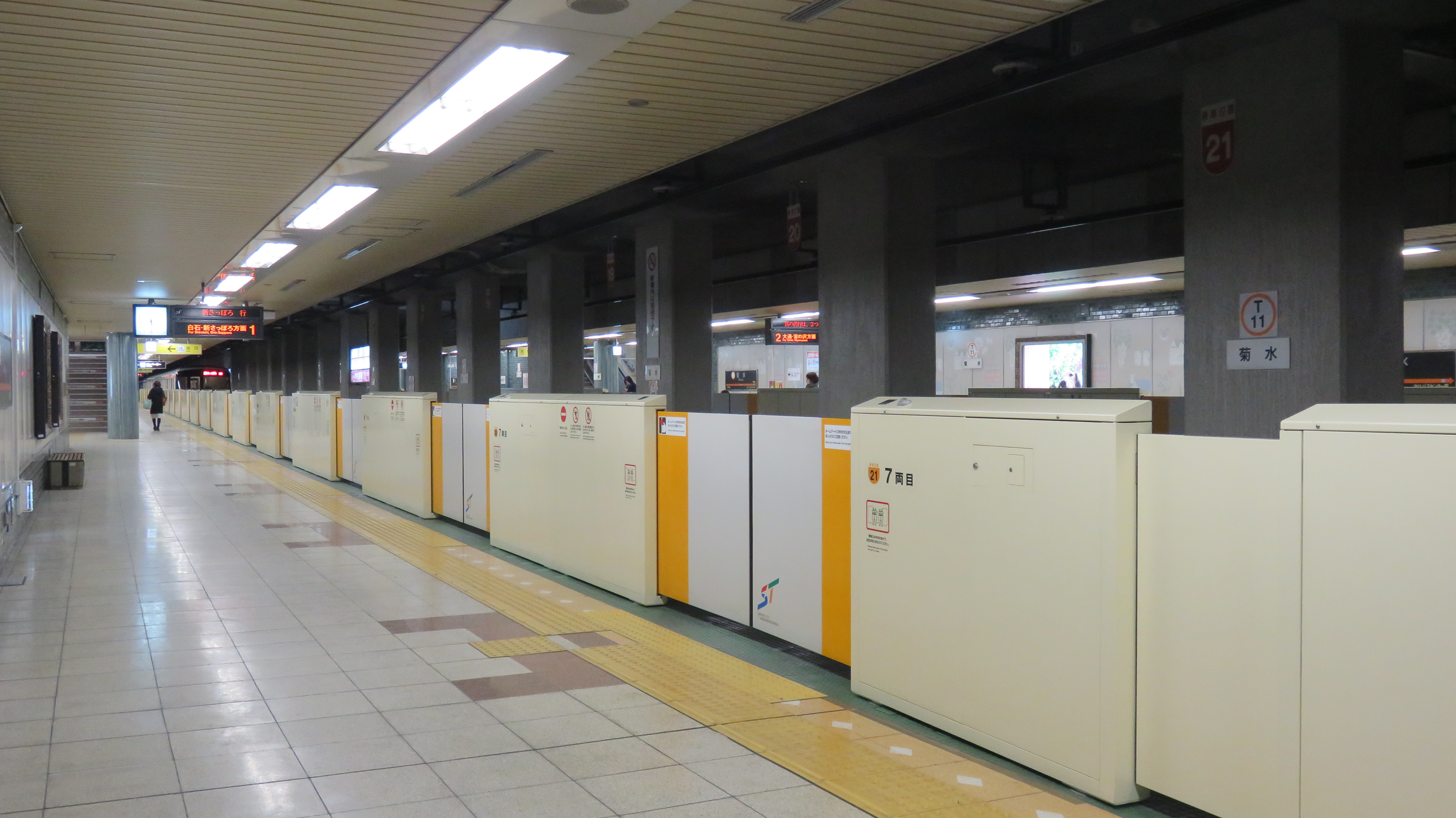
Sân ga
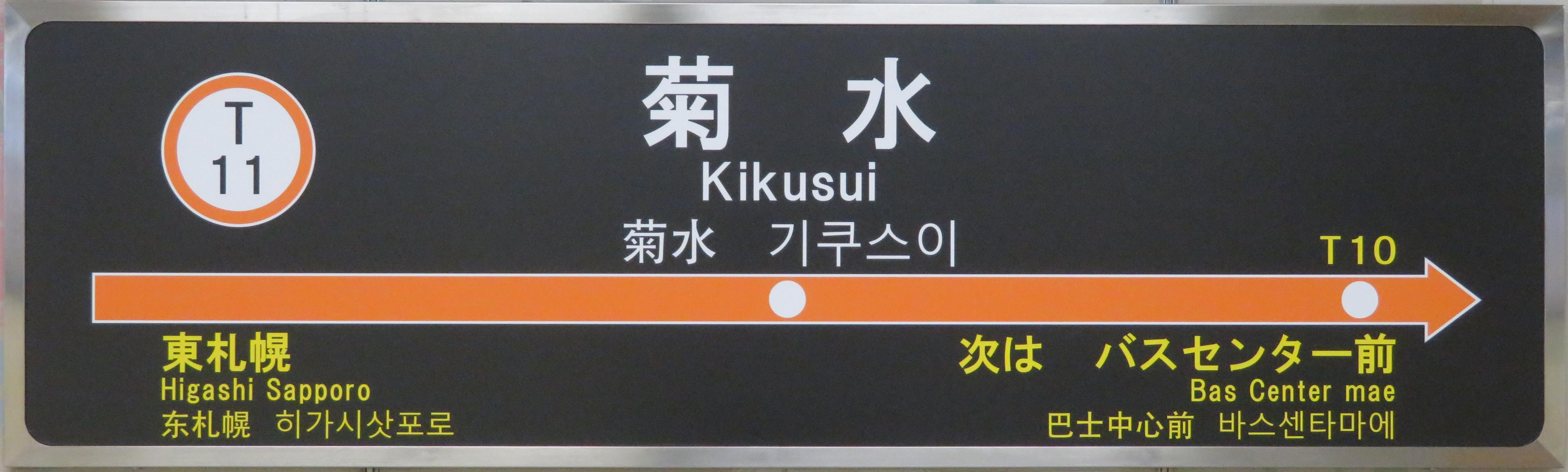
Biển tên của nhà ga